# Ezio Sclavi
Ezio Sclavi (Stradella, 23 marzo 1903 – Taggia, 31 agosto 1968) è stato un calciatore, allenatore di calcio e pittore italiano.

## Carriera

### Club
Originario di Stradella, esordì come portiere nella locale squadra di calcio, prima di essere chiamato a Roma per svolgere il servizio militare: durante un torneo estivo fu notato da osservatori della Lazio, che lo tesserarono e, nel settembre del 1923, lo fecero esordire in prima squadra senza che in precedenza avesse mai giocato una vera partita.

Ezio Sclavi.

Nel 1925 lasciò per un breve periodo la squadra biancoceleste, divisa in una fazione fautrice del professionismo, guidata da Olindo Bitetti, e in una che aspirava a salvaguardare lo spirito dilettantistico, facente capo dagli eredi del grande presidente laziale Ballerini, per accasarsi alla Juventus, squadra in cui trovò poco spazio per la leadership di Gianpiero Combi, tanto da dover essere schierato nella linea mediana durante la gara giocata a Reggio Emilia il 27 giugno 1926. Malgrado la squadra neo-campione d'Italia gli proponesse il rinnovo del contratto ed un posto come centromediano fece dunque ritorno alla Lazio, dove diventò presto uno dei giocatori biancocelesti più amati, per l'abnegazione e l'attaccamento alla maglia; su di lui sono ricordati diversi episodi. In una gara disputata ad Alessandria, il 10 maggio 1931, nel corso di un'azione Sclavi si scontrò con un avversario e svenne; rientrato in campo fasciato per una ferita all'orecchio, ricevette un calcio sul volto e, ricondotto fuori dal terreno di gioco, rientrò con la testa fasciata, non volendo lasciare con un uomo in meno la sua squadra. La Lazio vinse la gara e i soci gli regalano una medaglia d'oro per il suo coraggio. Personaggio d'altri tempi, una volta ricevette una sfida a duello da un giornalista, Eugenio Danese, per un insulto; i due diventarono poi amici.
Durante il campionato 1933-34 fu operato per due volte al menisco e fu sostituito da Giacomo Blason, che mantenne la maglia da titolare anche dopo la riabilitazione di Sclavi; la Lazio lo svincolò e, dopo un breve periodo in Serie B al Messina, scelse di partire volontario per la Guerra d'Etiopia, dove allenò varie squadre etiopiche, vincendo anche 3 campionati consecutivi come allenatore-giocatore (in campo come centravanti).

### Nazionale
Il 13 dicembre 1931 esordì in Nazionale in una gara di Coppa Internazionale disputata a Torino contro l'Ungheria.

## Dopo il ritiro
Reduce dalla Guerra d'Etiopia, durante la quale fu fatto prigioniero e detenuto in un campo di prigionia vicino al lago Tanganica, ritornò in Italia dopo tredici anni di assenza e si stabilì in Liguria, dove riscosse un discreto successo come pittore e dove rimase fino alla morte, che lo colpì nel 1968, a 65 anni. A lui è dedicato lo stadio comunale di Arma di Taggia, e una targa commemorativa a fianco della Chiesa  parrocchiale  di San Siro a Canneto Pavese inaugurata nel luglio 2017.

## Statistiche

### Cronologia presenze e reti in Nazionale
| Cronologia completa delle presenze e delle reti in nazionale ― Italia | Cronologia completa delle presenze e delle reti in nazionale ― Italia | Cronologia completa delle presenze e delle reti in nazionale ― Italia | Cronologia completa delle presenze e delle reti in nazionale ― Italia | Cronologia completa delle presenze e delle reti in nazionale ― Italia | Cronologia completa delle presenze e delle reti in nazionale ― Italia | Cronologia completa delle presenze e delle reti in nazionale ― Italia | Cronologia completa delle presenze e delle reti in nazionale ― Italia |
| Data                                                                  | Città                                                                 | In casa                                                               | Risultato                                                             | Ospiti                                                                | Competizione                                                          | Reti                                                                  | Note                                                                  |
| --------------------------------------------------------------------- | --------------------------------------------------------------------- | --------------------------------------------------------------------- | --------------------------------------------------------------------- | --------------------------------------------------------------------- | --------------------------------------------------------------------- | --------------------------------------------------------------------- | --------------------------------------------------------------------- |
| 13-12-1931                                                            | Torino                                                                | Italia                                                                | 3 – 2                                                                 | Ungheria                                                              | Coppa Internazionale                                                  | -                                                                     |                                                                       |
| 14-2-1932                                                             | Napoli                                                                | Italia                                                                | 3 – 0                                                                 | Svizzera                                                              | Coppa Internazionale                                                  | -                                                                     |                                                                       |
| 20-3-1932                                                             | Vienna                                                                | Austria                                                               | 2 – 1                                                                 | Italia                                                                | Coppa Internazionale                                                  | -2                                                                    |                                                                       |
| Totale                                                                |                                                                       | Presenze                                                              | 3                                                                     |                                                                       | Reti                                                                  | -2                                                                    |                                                                       |

## Palmarès

### Club
- Campionato italiano: 1

Juventus: 1925-1926